# Alois Sauer
Alois Sauer (geboren 28. Januar 1883 in Schnobolin (tschechisch Slavonín), Bezirk Olmütz, Österreich-Ungarn; gestorben 14. Februar 1961 in Schrobenhausen) war ein tschechoslowakischer Politiker.

## Leben
Alois Sauer war Landwirt in Schnobolin, einem deutschsprachigen Dorf bei Olmütz. Nach dem Ersten Weltkrieg und Gründung der Tschechoslowakei 1918 engagierte er sich in der Partei Bund der Landwirte und wurde 1919 Mitglied der erweiterten Parteileitung in Mähren. Er kandidierte 1920 für die Wahl zum Tschechoslowakischen Abgeordnetenhaus. 1924 rückte er als Ersatzmann für den gestorbenen Abgeordneten Franz Röttel nach und schied 1925 bei Ende der Legislaturperiode aus dem Parlament aus.
Sauer wurde nach der Zerschlagung der Tschechoslowakei 1939 Mitglied der NSDAP (Mitgliedsnummer 6.442.134) in der NSDAP-Ortsgruppe Schnobolin und ab 1943 in der Ortsgruppe Proßnitz. 
Nach Kriegsende 1945 wurde er aus der Tschechoslowakei vertrieben und wohnte seither in Bayern.